# Георги Чангуров
Георги Чангуров е български революционер, деец на Вътрешната македонска революционна организация.

## Биография
Георги Чангуров е роден през 1899 година в малешевското село Русиново, тогава в Османската империя, днес в Северна Македония. Присъединява се към ВМРО през 1921 година. Първо е четник в Малешевско, а сетне в Струмишко при войводата Георги Въндев. След убийството на Александър Протогеров през 1928 година минава на страната на протогеровистите. Отвлечен е от гара Радомир и е убит от дейци на михайловисткото крило в чифлика на Иван Мотикаров във Върба на 14 септември 1929 година.